# Johann Christoph Meinel
Johann Christoph Meinel (* um 1737; † 12. Februar 1772 in Merseburg) war ein deutscher Orgelbauer, der seine Werkstatt in Merseburg hatte.
Meinel wird im Sterbebuch der Merseburger Stadtkirche als „kunsterfahrener Instrument- und Orgelmacher“ bezeichnet. Aufgrund seines frühen Todes mit 34 Jahren wurde das Projekt nicht ausgeführt. Als Johann Gottlob Sachse (1753–1818) im Jahr 1776 Johann Andreas Silbermann um eine Anstellung bat, verwies er darauf bei Meinel in Merseburg den Orgelbau erlernt zu haben.
Von Meinel sind bislang die folgenden Auftragsarbeiten nachweisbar:
- 1769 Besichtigung und umfangreiche Reparatur der schadhaften Orgel in der Schloss- und Domkirche in Merseburg. Meinel wurde die Aufsicht und Wartung der Orgel, die zuvor von Heinrich Andreas Contius betreut wurde, übertragen, die er bis zu seinem Tod ausübte.
- 1770 Reparatur der Orgel in der Klosterkirche Zeitz
- 1770 Reparatur der Orgel in der Michaeliskirche Zeitz
- um 1770 Reparaturvertrag für die Orgel in Niederklobikau
- um 1771: zwei Kostenanschläge für einen Orgelneubau in der Merseburger Stadtkirche St. Maximi (II/34 und III/42)[1]